# Aeroport Internacional Joan Pau II de Cracòvia-Balice
L'Aeroport Internacional Joan Pau II de Cracòvia-Balice (polonès: Kraków Aeroport im. Jana Pawłun II) (IATA: KRK, ICAO: EPKK) és un aeroport internacional proper a Cracòvia, al poble de Balice, a 11 km (6.8 mi) km a l'oest des del centre de la ciutat, al sud de Polònia.

## Història

### Origen
L'aeroport es va obrir per l'aviació civil el 1964. Era un lloc militar fins al 28 de febrer de 1968. Quatre anys més tard s'hi va construir la primera terminal de passatgers. El 1988 les autoritats van decidir construir una terminal nova que va ser oberta per ús públic el 1993. El 1995 es va modernitzar. El 1995 el nom de l'aeroport es va canviar en honor de Joan Pau II, que va passar molts anys de la seva vida i Cracòvia, on fou arquebisbe des del 1963 fins que fou elegit Papa de Roma el 1978.

### Des del 2000
L'aeroport es va modernitzar novament el 2002, i des de llavors es fan connexions internacionals noves. El 2003 les autoritats de l'aeroport van rebutjar les exigències de Ryanair pel que fa als costos d'aterratge per operar. Aquest fet va servir per projectar un nou aeroport al costat de l'actual per les companyies de baix cost com Ryanair, Germanwings, EasyJet, i Centralwings. L'1 de març de 2007 es va obrir una segona terminal. El maig 2010 es va inaugurar el setè aparcament.
El 12 de desembre de 2012 Ryanair va anunciar l'obertura d'una segona base polonesa a Cracòvia amb dos Boeing 737-800 a partir del 2013, per poder fer fins a 31 rutes. El setembre del 2013 es va fer un nou hotel al costat de la terminal. És el segon aeroport amb més ocupació del país després de l'Aeroport de Varsòvia Chopin.

## Estadístiques

### Principals destinacions

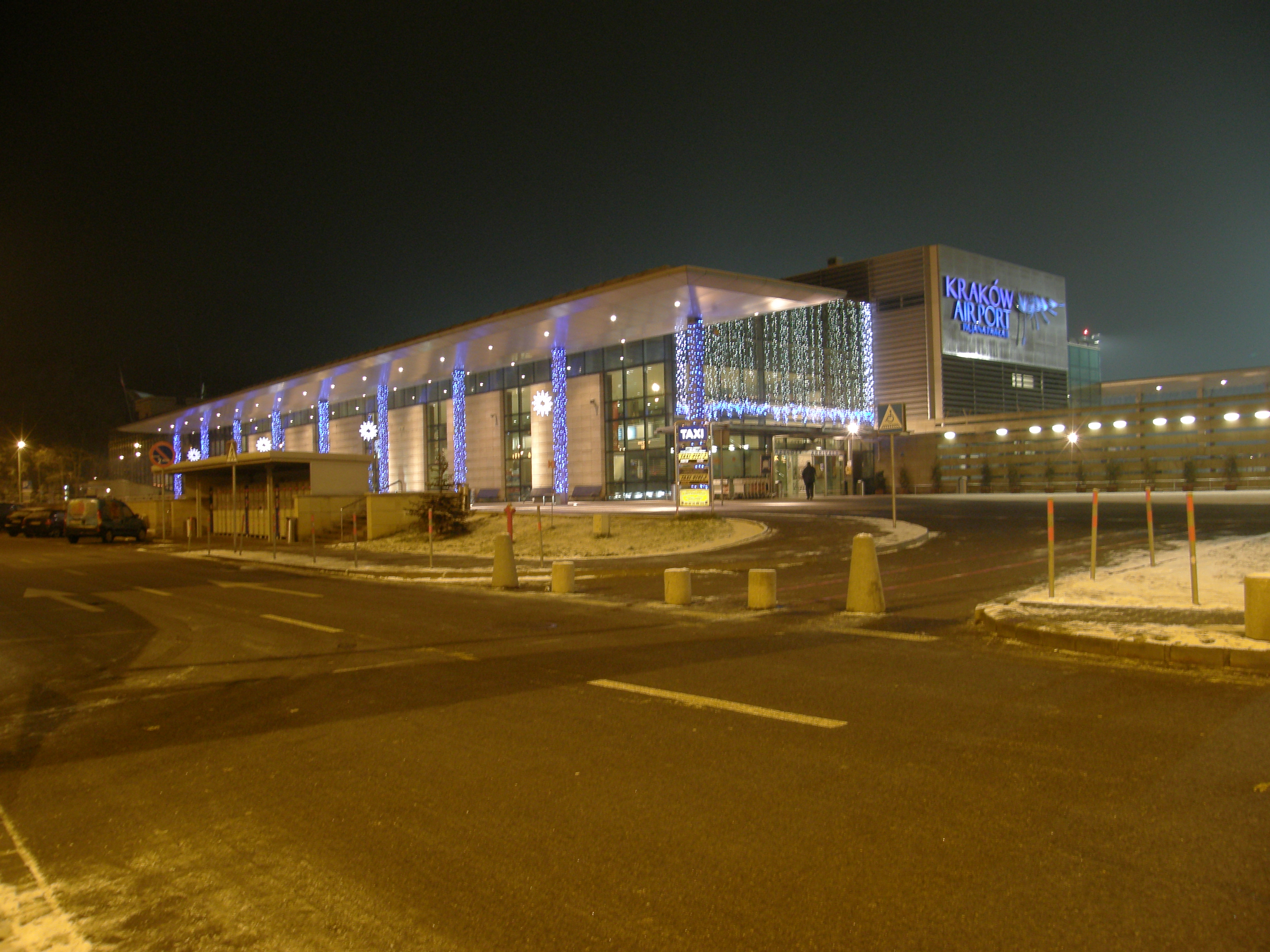
Terminal internacional abans de les obres

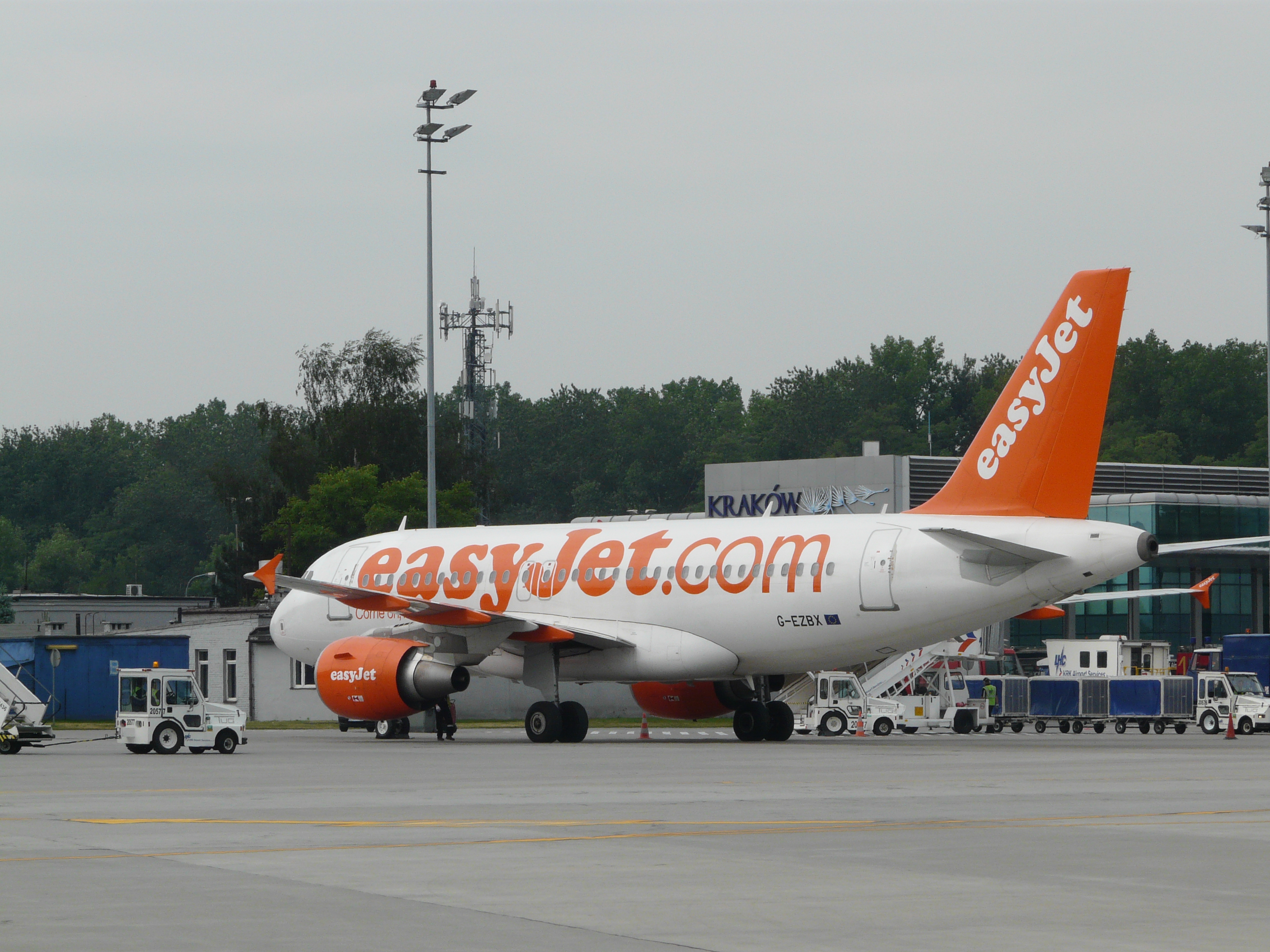
EasyJet té un Aerobús Un319-100 a Cracòvia

| Posició | Aeroport        | Passatgers | % Canvi 2013/14 |
| ------- | --------------- | ---------- | --------------- |
| 1       | Varsòvia Chopin | 274,000    | 12%             |
| 2       | London Stansted | 255,000    | 5%              |
| 3       | Frankfurt       | 244,000    | 17%             |
| 4       | Múnic           | 207,000    | 5%              |
| 5       | Dublín          | 132,000    | 10%             |
| 6       | Berlín Tegel    | 127,000    | 3%              |
| 7       | Oslo Rygge      | 116,000    | 11%             |
| 8       | Bergamo         | 109,000    | 1%              |
| 9       | London Gatwick  | 108,000    | 2%              |
| 10      | Edimburg        | 107,000    | 5%              |

### Trànsit anual
| Any       | Recompte de passatger | Canvi de percentatge |
| --------- | --------------------- | -------------------- |
| 2003      | 593,214               |                      |
| 2004      | 841,123               | 42%                  |
| 2005      | 1,586,130             | 89%                  |
| 2006      | 2,367,257             | 49%                  |
| 2007      | 3,068,199             | 30%                  |
| 2008      | 2,923,961             | 5%                   |
| 2009      | 2,680,322             | 8%                   |
| 2010      | 2,863,996             | 7%                   |
| 2011      | 3,014,060             | 5%                   |
| 2012      | 3,439,758             | 14%                  |
| 2013      | 3,647,616             | 6%                   |
| 2014      | 3,817,792             | 5%                   |
| 2015      | 4,221,171             | 11%                  |
| 2016 JUNY | 2,310,081             | 17%                  |

## Transports

### Tren

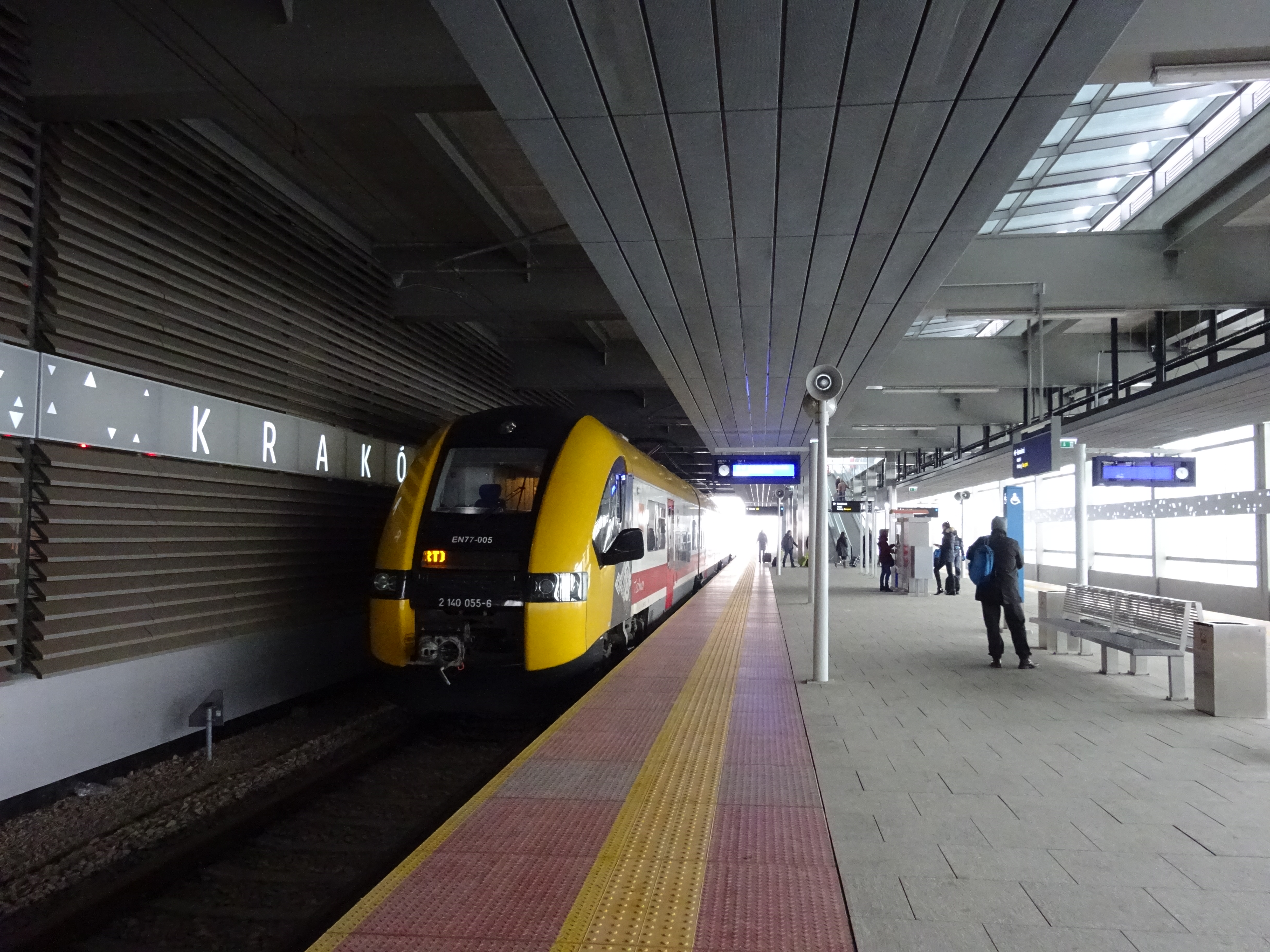
Tren a "Krakow Lotnisko" estació

El "Balice Expressar" opera entre Wieliczka, Kraków Główny (estació de ferrocarril Principal) i l'estació de ferrocarril Kraków–Balice. Tarda uns 20 minuts per arribar al centre de ciutat i més de vint minuts per arribar a Wieliczka. La línia de ferrocarril arriba a l'edifici terminal.

### Autobús
Els autobusos públics enllacen l'aeroport durant el dia (línies 208 cada hora, i 292 cada 20 minuts) i a la nit (línia 902) amb l'estació de ferrocarril principal de Cracòvia (Kraków Główny) i l'estació d'autobusos central (Kraków Główny RDA). S'ha de comprar el tiquet de 2 zones, el que consisteix la solució més econòmica per arribar al centre de la ciutat, a 4.00 PLN. Els autobusos públics poden ser utilitzats després d'adquirir tiquets d'una màquina localitzada a la parada d'autobús (amb efectiu o targeta de crèdit) o de màquines de tiquet que es poden trobar a alguns autobusos (amb monedes només). Tots el tiquets han de ser validats després de pujar a l'autobús. També hi ha minibusos privats i altres autobusos, però s'han de contractar abans.